# Mausezahn
A Mausezahn (Egérfog) gyors hálózatiforgalom-generátor, melyet C nyelven írtak.
A Mausezahn a GNU General Public License alapján készített nyílt forráskódú szoftver.

## A Mausezahn tipikus alkalmazásai
- IP multicast hálózatok tesztelése
- IDS és tűzfalak tesztelése
- Szoftverek gyenge pontjainak megtalálása
- Protokoll ellenőrzés, hibás csomagok generálásával
- Didaktikus demonstráció

A Mausezahn tetszőleges byte sorozatot küld közvetlenül a hálózati interfész kártyára.
Egy beépített csomaggeneráló lehetővé teszi, hogy egyszerű parancssoros felhasználói felület segítségével bonyolultabb csomagot is lehessen teszt céljából a hálózatra küldeni.
A 0.38-as verzió óta a Mausezahn lehetővé tesz a többszálas üzemmódot is Cisco-féle parancssoros felhasználói felületű interfésszel.

## Tulajdonságok
A 0.38 verziójú Mausezahn a következőket támogatja:
- Jitter mérés a Real-time Transport Protocol (Valós idejű átviteli protokoll) csomagokon keresztül
- VLAN címkézés
- MPLS (Multiprotocol Label Switching)  címkézés
- BPDU csomagok ellenőrzése a feszítő fa protokoll (PVST) használatával
- Cisco Discovery Protocol üzenetek
- Link Layer Discovery Protocol üzenetek
- IGMP (Internet Group Management Protocol=Internet csoport menedzselő protokoll)
- Domain Name System (DNS), (tartománynévrendszer) üzenetek
- ARP (Address Resolution Protocol, címfeloldási protokoll) üzenetek
- IP, UDP, és TCP fejléc (fájl címke) készítése
- ICMP csomagok
- Syslog üzenetek
- Véletlenszerű MAC, IP-cím és FQDN címek generálása
- Nagy csomagátviteli képesség (közel 100 000 csomag/másodperc)

A Mausezahn hátránya, hogy csak azt a csomagot küldi el, amit a használó specifikál. Ezért kevéssé felel meg a sebezhetőségi auditoknak, ahol járulékos algoritmusokra is szükség van a nyitott portok ellenőrzésére a tűzfal mögött, és automatikusan elkerüli a betörésérzékelő rendszereket (IDS).
A hálózati adminisztrátor azonban implementálhat audit rutinokat a Bash scriptekkel, mellyel a Mausezahn képes aktuális csomagokat előállítani.

## Platformok
A Mausezahn jelenleg csak Linux rendszeren fut.